# MAD RAT DEAD
『MAD RAT DEAD』（または『マッド・ラット・デッド』、『マッドラットデッド』）は、日本一ソフトウェアが2020年に発売したPlayStation 4およびNintendo Switch（Lite）用ゲームソフト。キャッチコピーは「ニンゲンどもよ、聞いてくれ。狂ったネズミの耳鳴りを。」。略称は「MRD」。
研究所で生まれ育った実験用ネズミであり、ケージの中で一生を終えた主人公のマッドラットが、ネズミの神様から特別な能力と共に時間を巻き戻し「最期の1日」をやり直すチャンスを与えられ、マッドラットは満足して死ねるよう夢である「自分をケージに閉じ込めて実験したニンゲンに復讐すること」を叶える冒険が描かれる。マッドラットは自分の心臓である相棒のハートと共に、町中や研究所などの人間が生活している場所を冒険する。世界観はアメコミチックおよびカートゥーンアニメ風で刺激的な色使いのグラフィックで彩られ、愉快ながらもどこか不気味な雰囲気となっており、カートゥーン調の2Dイラストで表現されたキャラクターたちがキリキリと動くという点も特徴。
本作は楽曲のリズムにあわせてボタンを押すことでマッドラットが軽快に動くという、リズムゲームと横スクロールアクションゲームが融合したリズムアクションゲームとなっており、キャラクター、敵やギミック、全てのものがリズムに合わせて動くようになっている。

## システム
画面表示や即興性は『クリプト・オブ・ネクロダンサー』に似たものとなっており、画面下に表示されるハートマークに合わせ、出現するノーツを楽曲のリズムに合わせてボタン入力することでアクションをしコンボが続いていく。ノーツを押し逃した場合の「MISS」、押すのが早い場合の「EARLY」、押すのが遅い場合の「LATE」が出なければノーツを見逃してもコンボが繋がるが、アクションに失敗するとコンボが途切れて行動がストップし、ジャンプは空中で何も入力しないと1ノーツ分ですぐ地面に落ちてしまう。そしてコンボが繋がると画面左下のハートもノリノリになっていく。ステージではBGMに合わせ、流れるノーツが変化し、横スクロールのステージのギミックにも対応しなければならない。制限時間は画面左上部に大きく表示され、制限時間（タイムリミット）内にゴール地点のチーズまで辿り着けばステージクリアとなり、ステージ内に点在する緑色のチーズ型のアイテム「夢パワー」を獲得すると、制限時間が1カウント上昇する。制限時間の下には現在のコンボ数が小さく表示される。
リズムと状況に合わせ、最適なアクションをプレイヤーが選択することも重要である。基本はA／〇ボタンで移動し、左スティックは左右に歩いて位置を微調整することに使われ、ダッシュと左スティックの左右入力で全身距離を伸ばし、ブレーキをかけることもできる。空中でも使用でき、少しの段差を飛び越えられる。X／△ボタンで溜め状態となり、次のダッシュの距離が2倍になるなど、次のアクションを強化する。段差などを登り穴や障害物を飛び越える際はB／✕ボタンでジャンプし、また二段ジャンプやジャンプ中のダッシュ、壁に向かってジャンプすれば壁を蹴って壁登りの可能である。Y／□ボタンは空中から下に向かって急降下、素早く地上に降りれ、地面にいる状態では足踏みができ、前に進まずコンボを繋げられる。ジャンプと急降下は、近くにいる敵をロックした状態で押すと回転しながらぶん殴ることで攻撃し敵を倒す。ジャンプや急降下で敵を倒した場合や、ジャンプで壁蹴りした場合はもう一度ダッシュが可能で、敵や壁が多いほど何度も空中にいることができる。ただし、空中ではジャンプは2回、ダッシュは1回までとアクション回数が制限されている。
落とし穴に落ちたり敵に触れて力尽きた場合は、画面中央に心臓の形をした時計が出現し、左スティックで時計の針を戻し時間を巻き戻すことで、一定時間内の任意のタイミングまでやり直すことが可能である。だが、それでも音楽の進行状況は同じであり、タイムリミットは迫ってくる。
ゲームモードは主に3種類用意されている。「PLAY」モードではステージを進んでマッドラットの冒険を楽しめ、各ステージの随所に挿入されるデモシーンを見ることができる。「STAGE SELECT」モードでは楽曲とステージ、難易度を自由に選択でき（難易度はノーマルとハードが選択可）、デモシーンを見直せる。挑戦できるハードモードではより楽曲のリズムに合ったノーツになっており、さらにこのモードでしか出現しない赤いノーツが登場し、連続してリズムを取らないとアクションができない。。「SOUND TEST」モードではクリアしたステージの楽曲を聞け、マッドラットにアクションをさせることもできる。
ステージクリア時に発表されるリザルトはノーツ入力、クリアタイム、コンボ数によるランクが表記され、2021年4月28日のアップデートでは数値を元に計算した「TOTAL SCORE」が記録されるようになった。また、同アップデートでステージのタイムリミットをOFFにできるイージーモード機能も追加されている。

## あらすじ
実験用ラットである主人公は、あの世にてネズミの神さま（以降、「神さま」と表記）と出会う。神さまはラットが既に死んでしまったが、彼に秘められた能力「耳鳴り」と時間を巻き戻す方法を教え、今夜寿命で死ぬ運命は変わらないが「最期の一日」をやり直し、悔いなく満足して死ねるよう「自分をケージに閉じ込め実験台として一生を過ごさせた憎き人間を殺し復讐する」というラットの夢を叶えるチャンスを与える。一日の朝まで時間を巻き戻すと、ラットは復讐の為に研究所内を探索している途中で、ラット自身の心臓ハートの存在に気づく。ハートはラットの事情を知ると、ラットをイカれてると評し「正にマッドラット（以下、この表記を使う）」と断言するが、ラットの心臓として協力的な態度を見せる。
その後、研究所内にて飼育され狂暴化したモブラットや、下水道の地下水路にて白いネズミの幽霊とその集合体ゴーストラットに襲われながらも危機を回避したマッドラットは、人間の元に辿り着き人間を殺す。しかしモブラットの狂暴化した様子、幽霊とゴーストラット、今いる研究所やそこにいる人間が見えないハートは、マッドラットに目を覚ませるために勝負を挑み、強力なビンタを食らわせ、マッドラットはずっと公園にいたことに気づく。そして今まで見たものは全て自分にしか見えていなかった幻覚と知り、再び研究所に戻る為に研究所のある街へと向かう。道中、以前のマッドラットの様に幻覚に導かれている様子の野生のネズミノララットを見かけ、マッドラット達は幻覚の正体を暴くべくノララットを追いかける。だが、その先に群がっていたモブラット達は野生の黒猫クロネコに食べられ、マッドラットもクロネコに捕まるが、人間のコドモに助けられた。研究所に戻る為に水路を進むマッドラット達はクロネコと戦い勝利するが、水に落ち溺れるクロネコを気の毒に思い、対決前まで時間を巻き戻しクロネコを説得、共に協力して水位が上昇し始めた水路を脱出する。マッドラットはクロネコに、幻覚の病気をうつさせないためにもうネズミを食わないよう言い、クロネコと別れ夜の街を進む。道中、マッドラットを助けた人間のコドモが交通事故に遭い倒れているのを目撃し、マッドラットは時間を巻き戻し同じ道を急いで走り抜け、轢かれる寸前に子供を引き留め助けることに成功した。
街中を進むマッドラットは気絶し、暗闇の中で神さまと再会。そこで幻覚の正体は神さまで、神さまはマッドラットの頭の中に住み、マッドラッドを猫に食べさせようとしていることが明らかとなる。目を覚ますとハートはおらず、マッドラッドは一人で幻覚の世界を進むが、胸の鼓動からマッドラッドはハートの存在を認知し、ハートも幻覚の世界に入り込む。神さまは歪な姿をした巨大な幻覚の月ファントムムーンを召喚し戦わせ、マッドラッドは勝利するも猫に食べられる危機に陥るが、現実の世界に現れたのは既に和解したクロネコであり危機を逃れた。研究所に辿り着いたマッドラッド達は、そこで見つけた人間の手記を読んで人間の苦労を知り、そして人間を殺すか生かすかの選択はプレイヤーに委ねられる。人間の生死を決めた後、マッドラットの寿命が迫り、月と夜空が見える建物を死に場所に選ぶ。しかし神さまはマッドラットがこのまま死ぬことを許さず、自身の目的のために時間を一日の朝まで巻き戻す。研究所で目覚めたマッドラットは、自分の寿命を延ばすために人間により心臓移植され、ハートは移植に使われた別の生物の心臓であり、神さまは移植と共にマッドラッドの体内に侵入した真実を知る。マッドラットはハートを救うべく、時間を移植手術前まで巻き戻そうとするが、それを神さまが阻止しマッドラット達を再び幻覚の世界に引きずり込む。マッドラットはそこで神さまと対決する。神さまに勝利した後、神さまの正体はマッドラットの脳に寄生するパラサイトだと明らかになり、マッドラッドを猫に食べさせようとしていたのは自分達の種を残し生き残り続けるためであった。
マッドラット達は時間を手術前の朝まで巻き戻し、マッドラットはハートと再会。ハートの正体は赤毛の猫であり、マッドラットの猫嫌いを知り今まで正体を隠していたという。マッドラットは死にかけの体故に足手まといになると思い、ハートに最期の一日で自分達がやってきた事である「クロネコにネズミを食わないよう言う事」と、「人間のコドモを事故から助ける事」を託し、一度はやり遂げる。だが、もう少しだけマッドラットといたいと願うハートは時間を巻き戻し共にやり遂げることを選んだ。

## 登場人物
マッドラット（ラット）
プレイヤーが操作するキャラクターであり、主人公。研究所で飼育されている実験用ラットで、人間に実験台として扱われ、ケージの中で一生を終えた。寿命が残り一日しかなく、ネズミの神さまから「耳鳴り」と時間を巻き戻す方法を教わり、与えられた「最期の一日」で憎んでいる人間への復讐を画策する。人間への憎しみのせいか怒りっぽく短気な性格だが、困っている者を放っておけない情け深い一面もある。好きなものはチーズだが、まだ食べたことはない。嫌いなものは人間とネコ。
ハート
マッドラットの心臓。マッドラットの中で人格が目覚め、突然マッドラットの体から飛び出して喋るようになり、人間に復讐しようとするマッドラットを狂っていると評すが、心臓として復讐に協力的な態度を見せる。やたらとフレンドリーな性格で、能天気なことばかり言っており、マッドラットの神経を逆なでして、怒られることもしばしばある。「耳鳴り」と時間を巻き戻す能力を持つ。またステージ3のボスで、3-5にてマッドラットを止める為に勝負を挑み、ステージ名での表記は「マッドハート」。その正体は赤毛の猫で、マッドラットの心臓移植に使われた心臓であるが、マッドラットの猫嫌いを知りずっと隠していた。
ネズミの神さま / パラサイト
その名の通りネズミの神様。死んであの世にやってきたマッドラットを哀れみ、ご褒美として時間を巻き戻し最後の一日をやり直し夢を叶えるチャンスを与える。また「夢を叶えると、悔いのない最期を迎えることができる」と教え、夢を叶える味方としてマッドラットに助言や提案をして導く。その正体は心臓移植の際にマッドラットの脳に寄生したパラサイト（寄生虫）であり、自分達の種を残し生き残り続けるという目的の為に、マッドラットに幻覚を見せ猫に食べさせようとする。作中におけるラストボスでもあり、ステージ名での表記は「マッドパラサイト」。
人間 / ドクター
研究所にて働く人間の科学者。ゲームキャラクターとしての名前はプレイヤーによって付けられる。何らかの研究を行っており、マッドラットやモブラットなどの多数のラットをケージの中で飼育している。マッドラットが憎み復讐を果たそうとする人物でもある。ステージ6では過去にマッドラットの心臓移植を行っており、その苦悩が綴られた手記を見ることができる。
モブラット
マッドラットと同じく研究所で飼育されている実験用ラット。ステージ1のボスであり、突如狂暴化してマッドラットに襲い掛かり、しばらくすると頭を爆発させ液体をまき散らす|。その後マッドラッドに殺されるが、ゲーム後半で狂暴化した様子は後にパラサイトによって見せられた幻覚だと発覚する。
ゴーストラット
下水道の地下水路にてマッドラットが遭遇するラットの幽霊。ステージ2のボスであり、集合し巨体となってマッドラットを追い回し襲い掛かるが、ゲーム後半でパラサイトによって見せられた幻覚だと発覚する。
クロネコ
野生の黒猫であり、ネズミの天敵ともいえる存在。ステージ4では物陰や暗闇にまぎれ、隙を窺いマッドラットに襲い掛かり、神出鬼没に攻撃をしかける。ネズミ（ノララット等）を襲い食らっていたが、対決後はマッドラットから猫を食わないよう言われている。
人間のコドモ
おさげと麦わら帽子がチャームポイントな、人間の少女。ステージ4では、公園にてクロネコに捕まったマッドラットを助ける。ステージ5では、街中で交通事故に遭い倒れ、それを目撃したマッドラット達に助けられる。
ファントムムーン
パラサイトが生み出した歪で巨大な幻覚の月。ステージ5のボスであり、マッドラット達に襲い掛かる。

## 開発
ディレクターはサバイバルホラーゲーム『夜廻』シリーズのディレクターとして知られる溝上侑が、ディレクターとキャラクターデザインを手掛けている。溝上によると、本作のプロジェクトは『夜廻』を発売する前に考案されていたが、保留にされ『深夜廻』が開発された後にもう一度プロジェクトを提案している。ネズミの心拍でリズムを取りアクションをするアイデアは、先に「リズムに合わせてボタンを押しステージを進む」というアイデアがあり、キャラや世界観の設定を乗せた感じとなっている。また、音楽が鳴る必然性を「幻聴」としたとき「実験によって狂ってしまい、絶えず耳鳴りが聞こえている実験用ラット」を操作キャラにしようと思いついた。デザインに苦労したのは雑魚敵の悪夢で、幻覚の存在を見たことがないことから方向性が決まらず、デザイナーチームに協力を貰っている。そして印象的なポーズをしている瞬間を長めに見せるよう、アニメーションが組まれた。配色には設定があり、ゲーム中で黄色い者が強調されて描かれているときは幻覚を見ている状態であることを表し、反対に現実を象徴している色は、血や命のイメージである赤を使っている。

### 音楽
楽曲制作はDYES IWASAKI/Johngarabushi、かめりあ、a_hisa、ZIZZ STUDIO（川越好博、大山曜、崎田浩一/Xaki（サキ））、サウンドディレクターを務める日本一ソフトウェアの高須和也といった総勢7名のコンポーザーが担当している。EDやジャズが融合したような独特かつ、バリエーション豊かな楽曲が制作されている。ゲーム内には全36曲が収録され、「Nippon1.jp通販限定版」「Amazon.co.jp限定版」ではフルサウンドトラックCD（3枚組）が収録されており、後にフルサウンドトラックCDが単体で販売された。
楽曲の方向性やコンポーザーを決めた理由は、メロディーやリズム帯がが印象的で、幅広いジャンルに対応でき、「リズムゲームとして遊びたくなるような曲を作る方にお声をかけた」と溝上は語っている。ほとんどのデモで楽曲を聴いてから台詞を書き換えており、ステージのデモもキャラクターも楽曲の影響を少なからず受けていると語っており、「シナリオのクオリティは作曲者の皆様に引き上げられた」と思っている。また高須曰く、リテイクも微調整程度のものが多く、ほとんどの楽曲は依頼してからスムーズに完成した。だが、1曲1曲がとても重要な役割を持つため、各ステージをどんな楽曲にしようか、そのステージの楽曲をどのコンポーザーに依頼しようか決める方が苦労しているという。その為コンポーザーとのやりとりや、制作された楽曲の実装、ノーツ作成に時間が取られた。ノーツ制作はノーマルは誰でもできるよう、ハードはほどよくやり込めるように作っていき、最初はよくある音楽のゲームの感覚で作ったら難しすぎ、それから難易度を下げていき現状に落ち着いた。
2021年4月28日には、同日に配信された無料アップデートにより6曲の新規楽曲が追加された。ゲームの楽曲を制作したa_hisa、DYES IWASAKI、大山曜、高須和也、かめりあの5名がそれぞれ楽曲を制作し、参加したトップハムハット狂の二次創作ラップカバー楽曲「MAD RAT DEAD RAP」が追加で収録された。2021年6月11日には、上記の6曲を収録した「MAD RAT DEAD サウンドトラック Vol.2」が発売された。

## 沿革

### 2020年
- 6月18日 - 本ゲームを同年10月29日に発表することを発表[13]。
- 7月23日 - 本ゲームの物語のあらすじやゲームシステムに関する情報が公開された[16]。
- 7月30日 - PlayStation Storeおよびニンテンドーeショップにて、ゲームのストーリーやその他モードが1-1から1-5ステージという序盤部分まで遊べる無料の体験版が配信された[11][12]。
- 8月1日 - 店頭体験キャンペーンを8月31日までの期間に開催。ゲームソフトを予約した人には「レコード風バッジ3種セット」を商品引き取り時にプレゼントされた[26]。
- 8月6日 - 本ゲームの各店舗の特典イメージと、体験版の5つのステージを攻略する公式動画が合わせて公開された[21]。
- 9月4日 - ゲームの登場人物であるネズミの神さまが、ゲームの遊び方やシステムをゲーム画面に合わせて紹介するプロモーションビデオ第2弾を公開した[27]。
- 9月15日 - 本ゲームの楽曲を使用した、日本一ソフトウェアのスタッフやプリニーが踊るダンス動画を公開した[28]。
- 9月25日 - ゲーム情報番組「GAME LIVE JAPAN 2020」に本ゲームの紹介が行われた[12]。
- 10月5日 - 本ゲーム公式サイト、およびYouTubeとニコニコ動画の日本一ソフトウェア公式チャンネルにて10月10日までの5日間連続で楽曲5曲をフルで収録した紹介ムービーが公開された[29]。
- 10月29日 - キーコンフィグ機能の追加やその他軽微なバグの修正が行われたアップデートパッチがNintendo SwitchとPlayStation 4向けに[30][注 8]、そしてNintendo Switchのダウンロード版が配信された[1]。
- 10月30日 - PlayStation 4のダウンロード版が配信された[2][31]。NIS Americaから北アメリカとヨーロッパで発売された[32]。
- 11月6日 - NIS Americaからオーストラリアとニュージーランドで発売された[32]。
- 12月19日 - 柳ヶ瀬商店街が主催する「柳ヶ瀬eスポーツフェスティバル」にて、eスポーツ公認タイトルとして認定された[33]。

### 2021年
- 4月21日 - 動画配信サイトや生放送動画、SNS等でのプレイ動画の配信可能範囲にかけられた制限がなくなり、全デモシーンとステージプレイの配信が可能となった[34]。
- 4月28日 - 新曲6曲や機能を追加した無料アップデートが配信された[17][24][注 9]。
- 8月7日 - マーサ21にて開催されたイベント「マーサ21eスポーツフェスティバル」において、「eスポーツ公認タイトル」として二度目の公認がされた[33]。
- 10月29日 - 発売1周年を記念して、「MAD RAT DEAD 1st Anniversaryサイト」を公開した。1日1回マッドラットに花を贈れるほか、オススメの楽曲とステージの組み合わせを投票可能であった[35]。

## 評価
「週刊ファミ通」の2020年11月5日号（1664号）では、新作ゲームクロスレビューにて10点中7.5点を獲得し、シルバー殿堂入りを果たした。レビュー集積サイトのMetacriticにはPlayStation 4版で5本のレビューが掲載されており、平均点は100点中69点である。また、Nintendo Switch版で9本のレビューが掲載されており、平均点は100点中79点である。
Hardcore Gamerのジェレミー・ピープルズは、ゲームを「夢のようにコントロールし、手、耳、目を最大限に活用する」と述べている。Nintendo Lifeのオーリー・レイノルズと、TheSixthAxisのエイドリアン・バロウはリズムゲームとしてのプレイの良さを評価しているが、巻き戻し機能も評価のポイントとなっている。だがオーリーは悪い点として「一部の人にとっては十分挑戦的ではない」と述べており、PlayStation LifeStyleのジェニー・ジョーンズは通常のレベルが反復的だと評価している。サウンドトラックや、ビジュアルとカートゥーンも評価の良さのポイントとして挙げられている。ストーリーでは、エイドリアンは良いと評価しているがカットシーンをスキップするオプションの提案を述べており、ジェニーはストーリーの勢いがすぐ失われる点を悪い点と挙げている。